# راینر بارتسل
راینر بارتسل (انگلیسی: Rainer Barzel؛ ۲۰ ژوئن ۱۹۲۴ – ۲۶ اوت ۲۰۰۶) سیاست‌مدار اهل آلمان بود.
راینر بارتسل در ۲۶ اوت ۲۰۰۶، بعد از یک دوره طولانی بیماری در سن ۸۲ سالگی درگذشت.